# Glen Foster
Glen Seward Foster II (* 14. August 1930 in Orange; † 1. Oktober 1999 in New York City) war ein US-amerikanischer Segler.

## Erfolge
Glen Foster nahm an den Olympischen Spielen 1972 in München mit Crewmitglied Peter Dean in der Bootsklasse Tempest teil. Mit 47,7 Punkten belegten sie im Olympiazentrum Schilksee in Kiel den dritten Platz hinter den sowjetischen Olympiasiegern Walentin Mankin und Witalij Dyrdyra und den Briten Alan Warren und David Hunt, womit sie die Bronzemedaille gewannen. Bereits 1971 wurden sie in Marstrand gemeinsam Weltmeister. Im Finn-Dinghy gewann Foster zwei US-amerikanische Meisterschaften und eine Nordamerikanische Meisterschaft.
Foster besuchte die Phillips Academy und studierte an der Brown University, für die er ebenfalls an Segelwettbewerben teilnahm.